# 惠力寺
惠力寺俗称西寺，为位于中国浙江省嘉兴海宁市硖石街道紫薇山（俗称西山）南麓的一处佛寺，为东晋宁康年间尚书张延光舍宅为寺，初名志愿寺，北宋大中祥符二年（1009）赐额惠力寺。建筑屡建屡毁，今除经幢和大雄宝殿外均为近年重建。大雄宝殿建于民国十一年（1922），面阔五间，重檐歇山顶，明间梁架为抬梁式，次间为穿斗式，屋脊均堆塑山水。
惠力寺经幢位于惠力寺前，共有东西两座，建于唐咸通十五年（乾符元年，874），东幢刻有造幢题记。1956年曾公布为浙江省文物保护单位，1982年2月公布为县级文物保护单位，1997年8月重新列入浙江省文物保护单位，2013年5月列入第七批全国重点文物保护单位。经幢高约5米，平面呈八边形，下为须弥座，束腰处浮雕盘龙，柱身上刻俞宗厚所书《佛顶尊胜陀罗尼经》，幢身上覆华盖、连珠、盘石、二重连珠、莲花宝顶相叠，盘石底部有飞天浮雕。

## 图集
- 紫薇桥、经幢和天王殿
- 自紫薇桥看西经幢
- 自紫薇桥看东经幢
- 自紫薇桥看东经幢，幢顶部分
- 东经幢下层须弥座
- 东经幢上层须弥座
- 東經幢銘文
- 西經幢銘文